# Bandera de Barcelona
La bandera oficial de Barcelona és l'ensenya que identifica l'Ajuntament de Barcelona i, per extensió, la ciutat mateix. Es remunta com a mínim al segle xiv. Ha patit diverses modificacions, les darreres de les quals no exemptes de controvèrsia.
La descripció oficial de la bandera actual és la següent:
Bandera apaïsada, de proporcions dos d'alt per tres de llarg, quarterada en creu, amb una creu plena vermella, de gruix 1/18 de la llargària del drap, als quarters primer i quart, blancs; i amb nou pals iguals, cinc de grocs i quatre de vermells, als quarters segon i tercer.

## Història
Des de l'edat mitjana, la bandera de la ciutat era la tradicional bandera quarterada de creus i pals, la qual era l'estendard enarborat per la host de Barcelona per encapçalar les mobilitzacions armades ofensives o defensives de la ciutat.
L'any 1395 es publicaren les ordinacions de la host veïnal, regulant "quant convinga eixir la Bandera de la Ciutat per defensa dels seus privilegis i preminències". En virtut d'aquestes ordinacions consta que l'any 1406 "fou feta una senyera o estendard amb el senyal de sant Jordi, ço és, creu vermella en camp blanc, sots la qual ensenya per ordinació del Consell de Cent, los honrats Ciutadans de Barcelona, havien d'anar a acompanyar la bandera de la ciutat en tota host veinal".
Al segle xvi, la bandera de Santa Eulàlia, que fins aleshores es reservava per a les processons, substituí la tradicional bandera de la ciutat, la qual integrava el tradicional escut quarterat com un element més de la bandera.
A partir d'aleshores, i fins a la Guerra de Successió Espanyola, fou la bandera de Santa Eulàlia la que presidí les mobilitzacions militars de la Coronela de Barcelona i la que va liderar les tropes a la batalla de Montjuïc de 1641 –en la qual es va mobilitzar el Terç de Santa Eulàlia–, a la batalla de Montjuïc de 1706 i a la batalla de l'11 de setembre de 1714.
El blasonament actual va aparèixer per primera vegada el 1329. El 1335, Pere III el Cerimoniós va donar permís al Consell de Cent a utilitzar el seu senyal reial (els quatre pals). Tot i que el 1344 ja s'havien fixat els pals en nombre de quatre per decret, aquest nombre va oscil·lar àmpliament entre els 4 i els 2 pals. El 1996, el Ple de l'ajuntament de Barcelona va decidir d'optar per un model de bandera blasó ahistòric, que generà un contenciós amb la Societat Catalana de Genealogia, Heràldica, Sigil·lografia, Vexil·lologia i Nobiliària, que va guanyar el plet l'any 2004.
La bandera històrica dels quatre pals per quarter és actualment la versió emprada. Fou aprovada oficialment de manera definitiva el 13 d'abril del 2004.

### Banderes del període 1996-2004

Bandera aprovada a la primera votació (setembre de 1996)
Bandera definitiva aprovada el desembre de 1996
Bandera festiva
Bandera festiva per als balcons